# Кубок СССР по лыжным гонкам 1976
8-й Кубок СССР по лыжным гонкам проводился в Бакуриани (Грузинская ССР) с 19 по 24 января 1976 года. Соревнования проводились по четырём дисциплинам — гонки на 15 и 50 км (мужчины), гонки на 5 и 10 км (женщины).

### Мужчины
|                                           | Золото                                                      | Серебро                                          | Бронза                                 |
| ----------------------------------------- | ----------------------------------------------------------- | ------------------------------------------------ | -------------------------------------- |
| Гонка на 15 км (19 января). 49 участников | Скобов Юрий 48.24 «Труд» Кировская область                  | Бажуков Николай +0.09 Вооружённые Силы Сыктывкар | Рочев Василий +0.54 «Динамо» Сыктывкар |
| Гонка на 50 км (22 января). 42 участника  | Савельев Сергей 2:25.31 Вооружённые Силы Московская область | Рочев Василий +0.26 «Динамо» Сыктывкар           | Симашёв Фёдор +1.42 «Динамо» Москва    |

### Женщины
|                                          | Золото                              | Серебро                                            | Бронза                                             |
| ---------------------------------------- | ----------------------------------- | -------------------------------------------------- | -------------------------------------------------- |
| Гонка на 5 км (20 января). 28 участниц   | Кулакова Галина 16.42 «Труд» Ижевск | Сметанина Раиса +0.10 Сельские ДСО Сыктывкар       | Баранова Людмила +0.24 «Спартак» Кировская область |
| Гонка на 10 км (23 января). 41 участница | Кулакова Галина 34.30 «Труд» Ижевск | Амосова Зинаида +0.13 Вооружённые Силы Новосибирск | Мухачёва Любовь +0.19 «Труд» Ленинград             |